# Duett
Chansons représentant la Slovaquie au Concours Eurovision de la chanson
Alle mine tankar
(1993) Nocturne
(1995)
Duett (en français Duo) est la chanson représentant la Norvège au Concours Eurovision de la chanson 1994. Elle est interprétée par Elisabeth Andreassen et Jan Werner Danielsen. Elle remporta auparavant le Melodi Grand Prix.

## Melodi Grand Prix
Environ 300 chansons sont présentées à la NRK, le diffuseur du Concours qui organise la sélection. Dix chansons sont sélectionnées pour participer à la finale, un concert et une émission de télévision au Oslo Spektrum le samedi 26 mars 1994. La chanson est la dernière sur scène, elle est interprétée par Jan Werner Danielsen et Elisabeth Andreassen, alors avec le nom de famille Andreasson.
Duett remporte une victoire très nette, elle reçoit notamment 77% des voix du télévote, exprimés par le système informatique de Norsk Tipping la semaine avant la finale.

## Eurovision
La chanson est la dix-septième de la soirée, suivant Lopsine mylimai interprétée par Ovidijus Vyšniauskas pour la Lituanie et précédant Ostani kraj mene inteprétée par Alma et Dejan pour la Bosnie-Herzégovine.
À la fin des votes, la chanson obtient 76 points et finit à la sixième place sur vingt-cinq participants.

### Points attribués à la Norvège
| 12 points           | 10 points                | 8 points            | 7 points           | 6 points                              |
| ------------------- | ------------------------ | ------------------- | ------------------ | ------------------------------------- |
|                     | - Chypre                 | - Estonie - Russie  | - Pays-Bas - Suède | - Bosnie-Herzégovine                  |
| 5 points            | 4 points                 | 3 points            | 2 points           | 1 point                               |
| - Espagne - Hongrie | - Roumanie - Royaume-Uni | - Croatie - Irlande | - Allemagne        | - Grèce - Islande - Lituanie - Suisse |

## Classement
| Classement (1994)  | Meilleure position |
| ------------------ | ------------------ |
| Norvège (VG-lista) | 3                  |